# Şəmkir
Şəmkir (també, Anino, Annenfel'd, Annino, Shamkir i Shamkhor) és una ciutat i la capital del Raion de Şəmkir a l'Azerbaidjan. Es troba cap al nord, al peu dels turons del Caucas Menor, a tocar del riu Txagirtxai, en l'autopista Tbilisi-Yevlakh, a uns 4 km de l'estació de ferrocarril de Dallar. És la vuitena ciutat de l'Azerbaidjan per nombre de població.

## Història
Xamkur fou una ciutat de l'Arran. Estava situada a la dreta del Kura, en el districte armeni de Gardman, al nord-oest de Gandja (Gandzaq). La ciutat fou destruïda al segle ix pels khàzars.
Vers el 855 el general Bogha al-Khabir, al servei del califa, va atacar el principat de Siunia Oriental governat per Vasaces i son germà Ashhot. Vasaces va fugir a Balk, al Kotaiq i finalment al Gardman on el príncep local, l'ixkhan Kutridj o Ketridj, el va empresonar i el va entregar a Bogha. Però la traïció de Kutridj no li va servir per lliurar-se de Bogha doncs aquest va entrar al principat i el va fer presoner; després va envair la província d'Uti i va fer presoner a Esteve Kun un hongarès armenitzat senyor dels Sevordiq. La vila de Xamkur, a la riba del Kura, destruïda pels khàzars i quasi deshabitada, fou repoblada de musulmans per formar amb Gandja i Bardaa la triada de ciutats per vigilar l'Armènia oriental.
Vers 1011, Bagrat III l'unificador de Geòrgia va decidir castigar un atac de l'emir xaddàdida d'Arran (Gandja) Fadl o Fadlun a l'Herècia i va demanar la col·laboració de Gaguik I d'Armènia. Van passar pel regne de Taixir o Lorí, i van entrar als dominis de Fadlun. Els armenis i georgians van assetjar Xamkur; a punt de prendre-la Fadlun va demanar la pau i va oferir a Bagrat de pagar-li el kharadj (tribut) vitalíciament i de combatre a les seves guerres.
Avançat el segle xi fou ocupada pels seljúcides.
El 1195 Abu Bakr, atabek d'Arran, havia enderrocat al xirvanxah Aghsartan, que era feudatari de Geòrgia i l'havia fet fora del Xirvan. La reina Tamara el va acollir i li va donar suport. Un exèrcit georgià dirigit pel seu marit David Soslan va marxar al Xirvan. Abu Bakr es va aliar amb els emirs de la rodalia i es van concentrar a Xamkur on foren atacats pels georgians el dia 1 de juny de 1195. El georgians van obtenir la victòria i Xamkur ocupada i després va seguir Gandja. Xamkur fou retornada al Xirwanxah en feu i formà el districte de Parisosi (de la ciutat armènia de Parisos, a l'Artsakh). Xamkor fou ocupada pels mongols el 1221, i després va quedar unida al govern de l'Azerbaidjan.